# Hartmann Grasser
Hartmann Grasser (23 de agosto de 1914 - 2 de junho de 1986) foi um oficial alemão que serviu na Luftwaffe durante a Segunda Guerra Mundial. Foi condecorado com a Cruz de Cavaleiro da Cruz de Ferro com Folhas de Carvalho.

## Condecorações
| Cruz de Ferro (1939) 2ª Classe                                   | 17 de setembro de 1939 |
| Cruz de Ferro (1939) 1ª Classe                                   | 7 de julho de 1940     |
| Cruz Germânica em Ouro                                           | 19 de setembro de 1942 |
| Cruz de Cavaleiro da Cruz de Ferro                               | 4 de setembro de 1941  |
| Cruz de Cavaleiro da Cruz de Ferro com Folhas de Carvalho nº 288 | 31 de agosto de 1943   |